# Bombattacken i Drammen 1997
Bombattacken i Drammen 1997 inträffade den 4 juni 1997, då en bomb exploderade utanför Bandidos klubblokal i Drammen i Norge. Bomben dödade en förbipasserande och skadade tjugotvå andra. Sju män som hade kopplingar till den rivaliserande motorcykelklubben Hells Angels dömdes för dådet.

## Bakgrund
Attacken skedde under de sista månaderna av det stora nordiska MC-kriget, som utkämpades mellan Bandidos och Hells Angels för kontroll av kriminella aktiviteter i Skandinavien och Finland, där nio personer hade dödats före bombningen. Bandidos hade flyttat sitt huvudkontor från Oslo till Drammen året innan. Bombningen skedde på order av Torkjell Alsaker, president för Hells Angels i Norge, och utfördes av medlemmar i Screwdrivers Motorcycle Club, ett motorcykelgäng som fick fullt medlemskap i Hells Angels tack vare dådet.

## Bombningen
Mellan trettio och femtio kilo sprängämnen, tillverkade av en blandning av diesel och konstgödsel, samt en hemmagjord stubin placerades inuti en Volkswagen Transporter av John Gerhard Berg, medlem i Screwdrivers Motorcycle Club. Berg berättade senare för polisen under ett förhör att han fick uppdraget av Hells Angels president Torkjell Alsaker. Dagen före attacken körde Berg skåpbilen från Hamar till Drammen längs en väg där det inte fanns några övervakningskameror. På natten den 4 juni 1997 klädde Berg sig i en svart peruk och andra kläder han kunde göra sig av med och körde in skåpbilen till ingången till Bandidos klubbhus i Drammen, innan han tände på stubinen. Han använde sedan en cykel som transporterats i skåpbilen för att fly från platsen. Kai Mosether hjälpte till att köra Berg från staden. Sprängämnena detonerade vid 23.44 på kvällen.
Explosionen var kraftfullare än planerat, möjligen för att för lite grus användes över sprängämnena. Chockvågor kunde kännas 500-600 meter från explosionsplatsen, vilket allvarligt skadade närliggande byggnader, inklusive fabriken Drammens Is. Efter den första explosionen brann klubbhuset två gånger innan hela byggnaden kollapsade i en större brand. Tre personer inne i byggnaden överlevde. Irene Astrid Bækkevold, en femtioårig kvinna från Skjetten som körde förbi platsen i sin bil, dödades i bombningen och totalt tjugotvå personer fick köras till sjukhus. Bækkevolds man, som var passagerare i bilen, var bland de skadade. På Drammens sjukhus utlystes nödlarm och katastrofberedskap upprättades.
Precis som vid skjutningen av Jan Krogh Jensen norr om Mjøndalen i juli 1996 misstänker polisen att det avsedda målet för sprängningen var den före detta Hells Angelsmedlemmen Michael Garcia "Lerche" Olsen, som istället gått med i Bandidos. Olsen hade varit president för Hells Angels i Köpenhamn, innan han utvisades och gick med i Bandidos Helsingborg. Olsen och två andra flydde från det brinnande klubbhuset omedelbart efter explosionen.

### Efterspel
Norges premiärminister Thorbjørn Jagland och justitieminister Gerd-Liv Valla besökte bombplatsen dagen efter. Jagland lovade att föreslå lagstiftning som förbjuder motorcykelgäng att etablera klubbhus i befolkade områden.
Irene Bækkevold blev den tionde personen och den andra oskyldiga åskådaren som dödades till följd av motorcykelkriget. Den resulterande motreaktionen från allmänheten och den ökande granskningen av motorcykelgäng från brottsbekämpning var bland de faktorer som ledde till slutet av kriget, som officiellt upphörde när Bandidos och Hells Angels nådde en vapenvila i september 1997.